# Kohn Pedersen Fox

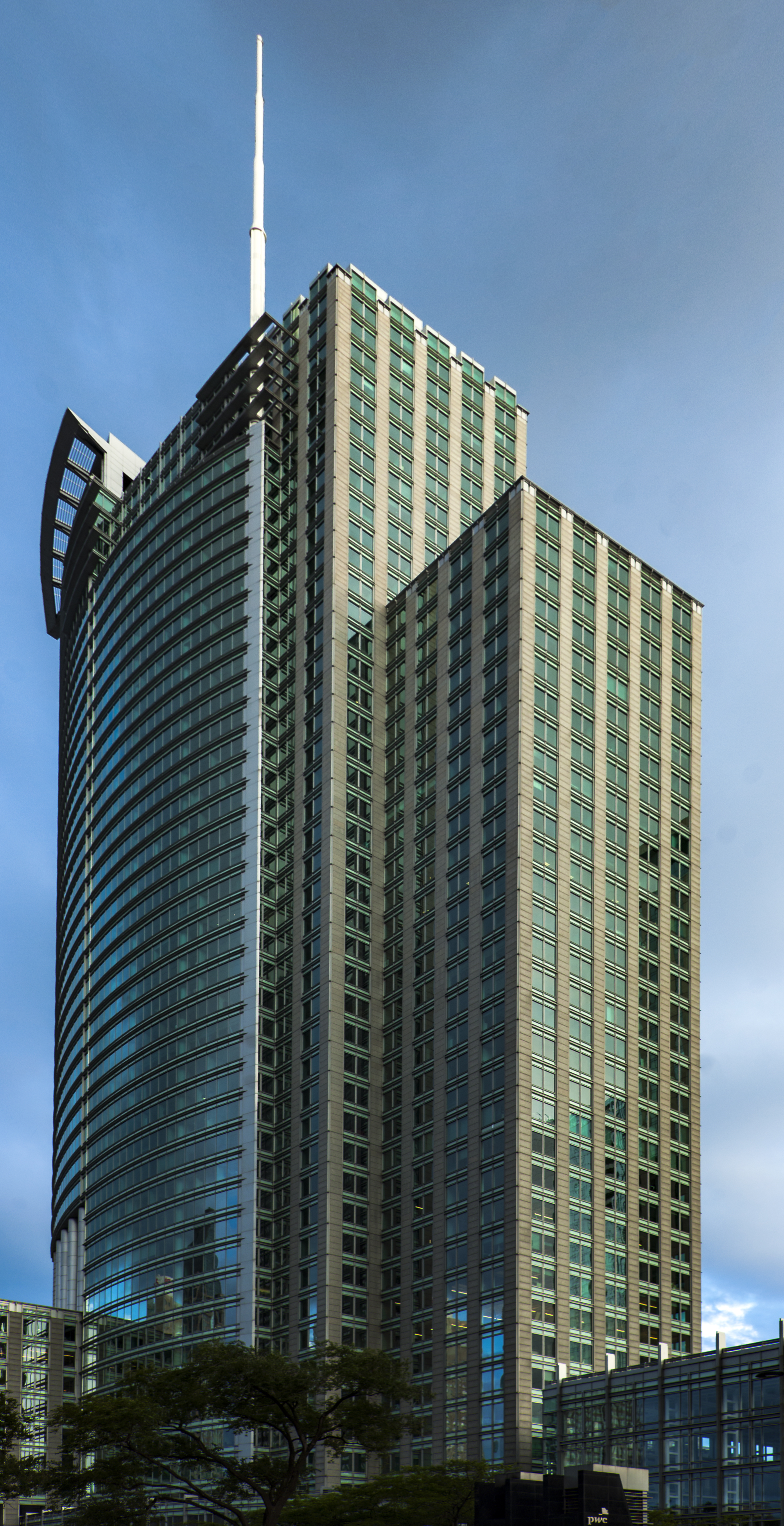
Tháp IBM ở Montréal với mặt kính cong đặc trưng của KPF

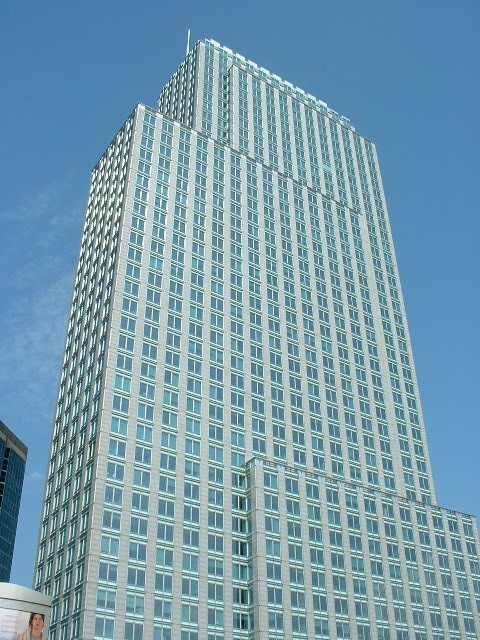
Mặt sau của tháp IBM

Kohn Pedersen Fox (hay KPF) là một hãng thiết kế kiến trúc và xây dựng lớn của Mỹ. Hãng được Eugene Kohn, William Pedersen và Sheldon Fox thành lập năm 1976. Hãng nổi tiếng qua các công trình nhà cao tầng trên toàn thế giới với một phong cách đặc biệt.
Triết lý thiết kế của Kohn Pedersen Fox xuất phát từ mối quan hệ chặt chẽ với khách hàng, địa điểm xây dựng và kế hoạch tổng thể (program). Sự cân bằng giữa các yếu tốt đó là mục đích chính của KPF trong quá trình giải quyết. Để đạt được mục đích đó, Kohn Pedersen Fox giả quyết đồng thời cả hai quá trình, từ "trong ra" (đề xuất của kiến trúc sư với khách hàng) và từ "ngoài vào" vào để đạt được một tác phẩm kiến trúc hoàn chỉnh, tích hợp được giữa địa điểm xây dựng và kế hoạch tổng thể. Sự đáp ứng và thỏa mãn đầy đủ các nhu cầu của khách hàng được coi là chìa khóa thành công của hãng.